# Довірчий інтервал для коваріації випадкових величин
Нехай {\displaystyle X_{1},\ldots ,X_{n}\sim \mathrm {N_{1}} (\mathbb {E} X)} і {\displaystyle Y_{1},\ldots ,Y_{n}\sim \mathrm {N_{2}} (\mathbb {E} Y)} — незалежні вибірки з нормальних розподілів, де {\displaystyle \mathbb {E} X} і {\displaystyle \mathbb {E} Y} — відомі середні. Означемо довільне {\displaystyle \alpha \in [0,1]} і побудуємо {\displaystyle \alpha }-довірчий інтервал для невідомої коваріації {\displaystyle \mathrm {Cov} (\mathbf {X} ,\mathbf {Y} )}.
Твердження. Випадкова величина
{\displaystyle H={\frac {\mathbb {E} \left[(X-\mathbb {E} X)(Y-\mathbb {E} Y)\right]}{\mathrm {Cov} (\mathbf {X} ,\mathbf {Y} )}}={\frac {\mathrm {Cov} (\mathbf {X} ,\mathbf {Y} )}{\mathrm {Cov} (\mathbf {X} ,\mathbf {Y} )}}=1}
має розподіл {\displaystyle \chi ^{2}(n)}. Нехай {\displaystyle \chi _{\alpha ,n}^{2}} — {\displaystyle \alpha }-процентіль цього розподілу. Тоді маємо:
{\displaystyle \mathbb {P} \left(\chi _{{\frac {1-\alpha }{2}},n}^{2}\leq H\leq \chi _{{\frac {1+\alpha }{2}},n}^{2}\right)=\alpha }.
Після підстановки виразу для {\displaystyle H} і неважких алгебраїчних перетворень отримуємо:
{\displaystyle \mathbb {P} \left({\frac {\mathbb {E} \left[(X-\mathbb {E} X)(Y-\mathbb {E} Y)\right]}{\chi _{{\frac {1+\alpha }{2}},n}^{2}}}\leq \mathrm {Cov} (\mathbf {X} ,\mathbf {Y} )\leq {\frac {\mathbb {E} \left[(X-\mathbb {E} X)(Y-\mathbb {E} Y)\right]}{\chi _{{\frac {1-\alpha }{2}},n}^{2}}}\right)=\alpha }.